# Karis
Karis este o fostă comună din Finlanda.